# Список песен Земфиры
Ниже приведены списки песен и инструментальных композиций российской певицы Земфиры. Они представлены в алфавитном порядке и содержат произведения, которые были официально выпущены как в студийных, так и в концертных релизах.
В колонках «Год» указаны годы, когда произведения были выпущены впервые, независимо от того, они были выпущены синглом или в составе альбома.
В колонках «Релиз» указаны названия альбомов, содержащих произведения. Если произведение в альбоме не издавалось, указан релиз, в составе которого оно было выпущено впервые.
Автор всех слов и музыки — Земфира Рамазанова, если не указано иное.

## Список песен
| Год  | Название                                      | Релиз                        |
| ---- | --------------------------------------------- | ---------------------------- |
| 1999 | «–140»                                        | «Земфира»                    |
| 2002 | «∞» (также «Бесконечность»)                   | «Четырнадцать недель тишины» |
| 2007 | «1000 лет»                                    | «Спасибо»                    |
| 2024 | «Colette»                                     | сингл                        |
| 2024 | «Dramatique»                                  | сингл                        |
| 2022 | «II»                                          | «Земфира от Луки»            |
| 2005 | «Jim Beam»                                    | «Вендетта»                   |
| 2013 | «Lightbulbs» (также «Лампочки»)               | «First & Last»               |
| 2013 | «Mistress» (совм. с Дэвидом Брауном)          | «First & Last»               |
| 2013 | «Someday»                                     | «First & Last»               |
| 2002 | «Webgirl»                                     | «Четырнадцать недель тишины» |
| 2000 | «Zero»                                        | «Прости меня моя любовь»     |
| 2021 | «Абъюз»                                       | «Бордерлайн»                 |
| 2010 | «Австралия»                                   | «Z-Sides»                    |
| 2010 | «Антананариву»                                | «Z-Sides»                    |
| 2022 | «Апероль»                                     | «Земфира от Луки»            |
| 1999 | «Ариведерчи»                                  | «Земфира»                    |
| 2021 | «Ах»                                          | «Ах»                         |
| 2011 | «Без шансов»                                  | «Жить в твоей голове»        |
| 2005 | «Блюз»                                        | «Вендетта»                   |
| 2000 | «Брызги»                                      | «До свидания…»               |
| 2007 | «В метро»                                     | «Спасибо»                    |
| 2007 | «Во мне»                                      | «Спасибо»                    |
| 2016 | «Возвращайся домой» (совм. с Mujuice)         | «Amore e morte»              |
| 2007 | «Возьми меня»                                 | «Спасибо»                    |
| 2007 | «Воскресенье»                                 | «Спасибо»                    |
| 2022 | «Время не щадит»                              | «Земфира от Луки»            |
| 2010 | «Гаражи»                                      | «Z-Sides»                    |
| 2002 | «Главное»                                     | «Четырнадцать недель тишины» |
| 2013 | «Гора»                                        | «Жить в твоей голове»        |
| 2000 | «Город»                                       | «Прости меня моя любовь»     |
| 2007 | «Господа»                                     | «Спасибо»                    |
| 2021 | «Гудбай»                                      | «Ах»                         |
| 2005 | «Дай мне руку (я пожму её)»                   | «Вендетта»                   |
| 2012 | «Деньги»                                      | «Жить в твоей голове»        |
| 2018 | «Джозеф» (совм. с Mujuice)                    | сингл                        |
| 2010 | «Для тебя»                                    | «Z-Sides»                    |
| 2000 | «До свидания…»                                | «До свидания…»               |
| 2012 | «Дождь»                                       | «Последняя сказка Риты»      |
| 2000 | «Доказано»                                    | «Прости меня моя любовь»     |
| 2007 | «Дом»                                         | «Спасибо»                    |
| 2005 | «Друг»                                        | «Вендетта»                   |
| 2005 | «Дыши»                                        | «Вендетта»                   |
| 2013 | «Если бы»                                     | «Жить в твоей голове»        |
| 2013 | «Жить в твоей голове»                         | «Жить в твоей голове»        |
| 2000 | «Ждать»                                       | сингл                        |
| 2021 | «Жди меня»                                    | «Бордерлайн»                 |
| 2005 | «Жужа»                                        | «Вендетта»                   |
| 2016 | «За билеты»                                   | «Маленький человек. Live»    |
| 1999 | «Земфира»                                     | «Земфира»                    |
| 2021 | «Злой человек»                                | «Северный ветер»             |
| 2010 | «Из головы»                                   | «Z-Sides»                    |
| 2010 | «Интересно»                                   | «Z-Sides»                    |
| 2000 | «Искала»                                      | «Прости меня моя любовь»     |
| 2005 | «Итоги»                                       | «Вендетта»                   |
| 2023 | «Кактус»                                      | «Cactus»                     |
| 2021 | «Камон»                                       | «Бордерлайн»                 |
| 2013 | «Кофевино»                                    | «Жить в твоей голове»        |
| 2005 | «Красота»                                     | «Вендетта»                   |
| 2020 | «Крым»                                        | «Бордерлайн»                 |
| 2002 | «Кто?»                                        | «Четырнадцать недель тишины» |
| 2013 | «Кувырок»                                     | «Жить в твоей голове»        |
| 1999 | «Лондон»                                      | «Прости меня моя любовь»     |
| 2004 | «Любовь, как случайная смерть» (также «ЛКСС») | «Богиня: как я полюбила»     |
| 1999 | «Маечки»                                      | «Земфира»                    |
| 2005 | «Малыш»                                       | «Вендетта»                   |
| 2007 | «Мальчик»                                     | «Спасибо»                    |
| 2021 | «Мама»                                        | «Бордерлайн»                 |
| 2002 | «Мачо»                                        | «Четырнадцать недель тишины» |
| 2021 | «Мелодрама»                                   | «Ах»                         |
| 2002 | «Мечтой»                                      | «Четырнадцать недель тишины» |
| 2022 | «Мой друг»                                    | «Земфира от Луки»            |
| 2007 | «Мы разбиваемся»                              | «Спасибо»                    |
| 2022 | «Мясо»                                        | сингл                        |
| 2012 | «Не надо»                                     | «Последняя сказка Риты»      |
| 2000 | «Не отпускай»                                 | «Прости меня моя любовь»     |
| 2010 | «Не стреляйте»                                | «Z-Sides»                    |
| 2004 | «Небомореоблака»                              | «Вендетта»                   |
| 2000 | «Ненавижу»                                    | «Прости меня моя любовь»     |
| 1999 | «Непошлое»                                    | «Земфира»                    |
| 2021 | «Ок»                                          | «Бордерлайн»                 |
| 2021 | «Остин»                                       | «Бордерлайн»                 |
| 2002 | «Ощущенья»                                    | «Четырнадцать недель тишины» |
| 2021 | «Пальто»                                      | «Бордерлайн»                 |
| 2002 | «Паранойя»                                    | «Четырнадцать недель тишины» |
| 2002 | «Песня»                                       | «Четырнадцать недель тишины» |
| 2010 | «Петарды»                                     | «Z-Sides»                    |
| 2000 | «П.М.М.Л.»                                    | «Прости меня моя любовь»     |
| 2005 | «Повесица»                                    | «Вендетта»                   |
| 2010 | «Поцелуи»                                     | «Z-Sides»                    |
| 2012 | «Похоронила»                                  | «Жить в твоей голове»        |
| 1999 | «Почему»                                      | «Земфира»                    |
| 2021 | «Почта»                                       | «Ах»                         |
| 1999 | «Припевочка»                                  | «Земфира»                    |
| 2012 | «Про любовь»                                  | «Последняя сказка Риты»      |
| 2004 | «Прогулка»                                    | «Вендетта»                   |
| 2002 | «Р»                                           | «Четырнадцать недель тишины» |
| 2005 | «Разные (все такие)»                          | «Вендетта»                   |
| 1999 | «Ракеты»                                      | «Земфира»                    |
| 2000 | «Рассветы»                                    | «Прости меня моя любовь»     |
| 2013 | «Река»                                        | «Жить в твоей голове»        |
| 2023 | «Родина» (стилизовано как «PODNHA»)           | сингл                        |
| 1999 | «Ромашки»                                     | «Земфира»                    |
| 1999 | «Румба»                                       | «Земфира»                    |
| 2005 | «Самолёт»                                     | «Вендетта»                   |
| 2000 | «Сигареты»                                    | «Прости меня моя любовь»     |
| 1999 | «Синоптик»                                    | «Земфира»                    |
| 2002 | «Сказки»                                      | «Четырнадцать недель тишины» |
| 1999 | «Скандал»                                     | «Земфира»                    |
| 1999 | «Снег»                                        | «Земфира»                    |
| 2021 | «Снег идёт»                                   | «Бордерлайн»                 |
| 2007 | «Снег начнётся»                               | «Спасибо»                    |
| 2000 | «Созрела»                                     | «Прости меня моя любовь»     |
| 2007 | «Спасибо»                                     | «Спасибо»                    |
| 1999 | «СПИД»                                        | «Земфира»                    |
| 2021 | «Таблетки»                                    | «Бордерлайн»                 |
| 2005 | «Так и оставим»                               | «Вендетта»                   |
| 2021 | «Том»                                         | «Бордерлайн»                 |
| 2001 | «Трафик»                                      | «Четырнадцать недель тишины» |
| 2000 | «Хочешь?»                                     | «Прости меня моя любовь»     |
| 2013 | «Чайка»                                       | «Жить в твоей голове»        |
| 2002 | «Шалфей»                                      | «Четырнадцать недель тишины» |
| 2000 | «Шкалят датчики»                              | «Прости меня моя любовь»     |
| 2021 | «Этим летом»                                  | «Бордерлайн»                 |
| 2007 | «Я полюбила Вас»                              | «Спасибо»                    |

## Список инструментальных композиций
| Год  | Название                | Релиз                   |
| ---- | ----------------------- | ----------------------- |
| 2023 | «9 патронов»            | «Cactus»                |
| 2021 | «Ария Дивы»             | «Северный ветер»        |
| 2021 | «Бенедикт»              | «Северный ветер»        |
| 2023 | «Голубь I»              | «Cactus»                |
| 2023 | «Голубь II»             | «Cactus»                |
| 2023 | «Замки»                 | «Cactus»                |
| 2012 | «Интро»                 | «Последняя сказка Риты» |
| 2012 | «Коля»                  | «Последняя сказка Риты» |
| 2023 | «Любовь»                | «Cactus»                |
| 2021 | «Маргарита»             | «Северный ветер»        |
| 2021 | «Прах»                  | «Северный ветер»        |
| 2023 | «Превращение»           | «Cactus»                |
| 2023 | «Пустая рамка»          | «Cactus»                |
| 2021 | «Северная прелюдия»     | «Северный ветер»        |
| 2012 | «Сказка»                | «Последняя сказка Риты» |
| 2012 | «Сказка lite»           | «Последняя сказка Риты» |
| 2023 | «Сказка.конец»          | «Cactus»                |
| 2023 | «Сказка.начало»         | «Cactus»                |
| 2021 | «Смерть Фанни»          | «Северный ветер»        |
| 2012 | «Сон 1»                 | «Последняя сказка Риты» |
| 2012 | «Сон 2»                 | «Последняя сказка Риты» |
| 2021 | «Сука»                  | «Северный ветер»        |
| 2021 | «Фанни»                 | «Северный ветер»        |
| 2021 | «Фанни» (piano version) | «Северный ветер»        |
| 2021 | «Фло»                   | «Северный ветер»        |